# Józef Stanisław Retinger

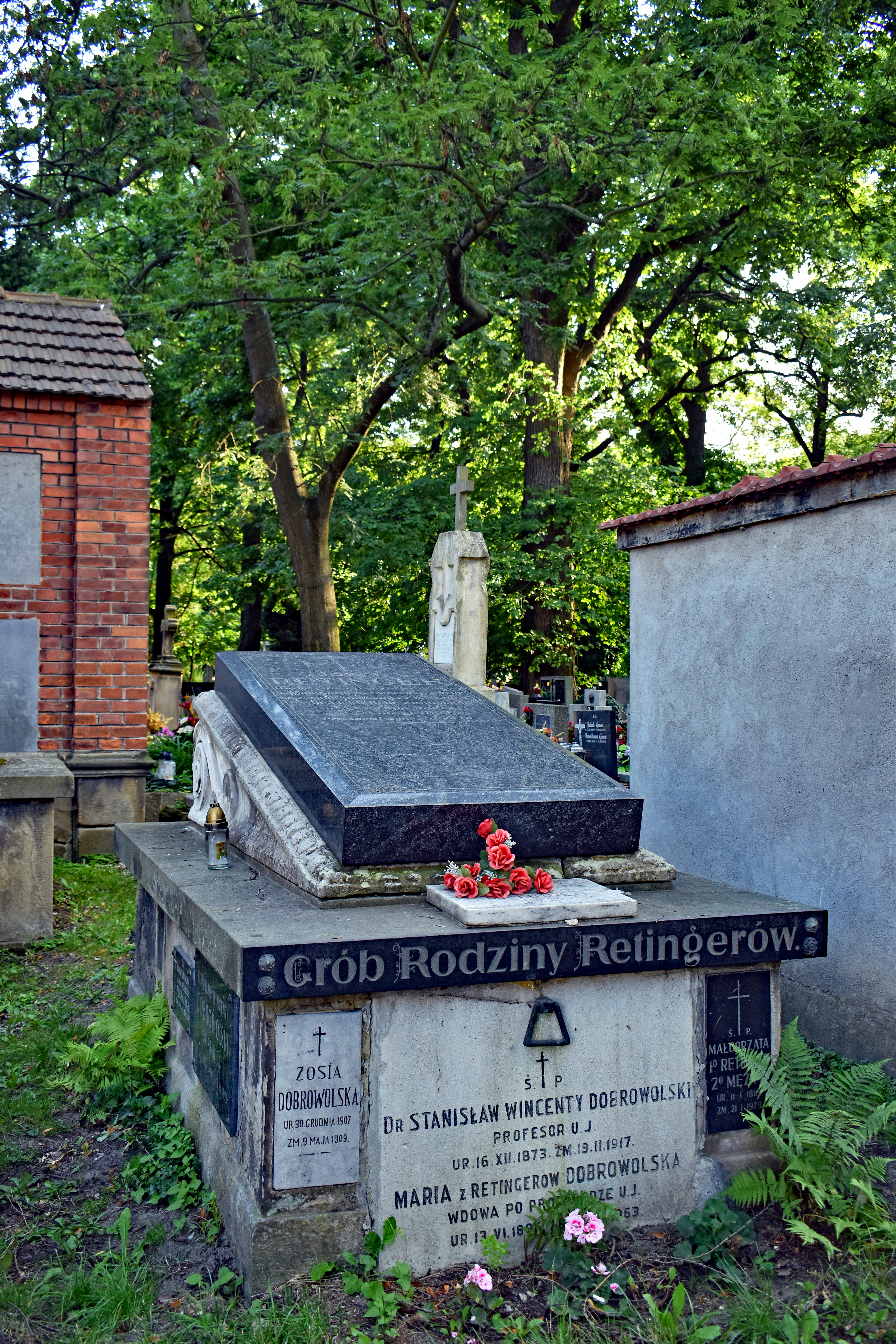
Grobowiec Retingerów na cmentarzu Rakowickim

Józef Stanisław Retinger (ur. 1 kwietnia 1849 w Tarnowie-Zabłociu, zm. 7 lutego 1897) – polski adwokat.

## Życiorys
Kształcił się w Krakowie. Odegrał istotną rolę w uzyskaniu wyłącznych praw do Morskiego Oka przez stronę polską w czasie sporu o Morskie Oko, ponieważ w 1889 roku wylicytował w imieniu Władysława Zamoyskiego teren leżący w Tatrach na pograniczu z Węgrami. W dalszej perspektywie intensywne zabiegi Zamoyskiego umożliwiły wygraną przed sądem arbitrażowym i wytyczenie obecnej granicy w okolicach Morskiego Oka, czego Retinger już nie dożył. 
Był autorem książek z zakresu prawoznawstwa i prawa wekslowego. 
Ożenił się z Marią Krystyną, córką Emiliana Czyrniańskiego. Jego synem był m.in. Józef Hieronim Retinger (1888–1960).